# Nazionale maschile di beach soccer della Somalia
La nazionale di beach soccer della Somalia rappresenta la Somalia nelle competizioni internazionali di beach soccer.

## Rosa
Aggiornata a luglio 2009
| N. |                    | Ruolo | Calciatore      |
| -- | ------------------ | ----- | --------------- |
| 1  | Somalia (bandiera) | P     | Adurahman Munir |
| 2  | Somalia (bandiera) | A     | Samatar Mustafa |
| 3  | Somalia (bandiera) | D     | Mukhtar Abdi    |
| 4  | Somalia (bandiera) | D     | Mohamed Jamal   |
| 5  | Somalia (bandiera) | D     | Kropf Pascal    |
| 6  | Somalia (bandiera) | A     | Abukar Mohamed  |

| N. |                    | Ruolo | Calciatore           |
| -- | ------------------ | ----- | -------------------- |
| 7  | Somalia (bandiera) | A     | Xaaji Nuur Maxamed   |
| 8  | Somalia (bandiera) | D     | Abas Geesey          |
| 9  | Somalia (bandiera) | A     | Abdi Hamdi           |
| 10 | Somalia (bandiera) | A     | Abdulkadir Khadar    |
| 11 | Somalia (bandiera) | A     | Liban"Fanax" Muhidin |

Allenatore: Ahmed Mohamed Ahmed